# Eduard Linnemann
Eduard Linnemann (2.2.1841 – 4.4.1886) là nhà hóa học người Đức đã đoạt giải Lieben năm 1868.

## Cuộc đời và Sự nghiệp
Ông sinh tại Frankfurt am Main, Đức và học hóa học ở Đại học Heidelberg và Học viện Công nghệ Karlsruhe. Sau khi đậu bằng tiến sĩ, ông làm việc với Kekule ở Đại học Ghent và với Pebal ở Đại học Lviv. Ông được bổ nhiệm làm giáo sư ở Đại học Lviv năm 1865, ông đổi sang Đại học Brno từ năm 1872 tới năm 1875 và sau đó làm giáo sư ở Đại học Karlova tại Praha. Ông giữ chức vụ này cho tới khi qua đời năm 1886.

## Giải thưởng
- 1868 Giải Lieben